# Betamorpha characta
Betamorpha characta is een pissebed uit de familie Munnopsidae. De wetenschappelijke naam van de soort is voor het eerst geldig gepubliceerd in 1975 door Hessler & Thistle.